# Oscar Thorstensen
Oscar Thorstensen (13 luglio 1901 – 2 gennaio 1966) è stato un calciatore norvegese, di ruolo attaccante.

## Carriera

### Club
Thorstensen giocò con la maglia dello Ørn.

### Nazionale
Conta 6 presenze per la Norvegia. Esordì il 15 giugno 1924, nella sconfitta per 0-2 contro la Germania.

## Palmarès

### Club

#### Competizioni nazionali
- Coppa di Norvegia: 2

Ørn: 1927, 1928